# Rastow
Rastow es un municipio situado en el distrito de Ludwigslust-Parchim, en el estado federado de Mecklemburgo-Pomerania Occidental (Alemania), a una altura de 38 metros. Su población a finales de 2016 era de 1869 habs. y su densidad poblacional, 36 hab/km².
Se encuentra ubicado a pocos kilómetros al sur de la ciudad de Schwerin, la capital del estado.